# Viana do Castelo
Viana do Castelo és un municipi portuguès, situat al districte de Viana do Castelo, a la regió del Nord i a la subregió de Minho-Lima. L'any 2001 tenia 88.628 habitants. Limita al nord amb Caminha, a l'est amb Ponte de Lima, a sud amb Barcelos i Esposende i a l'oest amb l'oceà Atlàntic.
Situat al marge dret de l'estuari del riu Lima, entre l'oceà Atlàntic i el mont de Santa Luzia, el clima és temperat marítim, plujós i fresc. Envoltat de turons, a la seva dreta hi reposa una platja de sorra daurada en forma de mitja lluna sense cap construcció que la malmeti.

## Població
| Població del concelho de Viana do Castelo (1801 – 2004) | Població del concelho de Viana do Castelo (1801 – 2004) | Població del concelho de Viana do Castelo (1801 – 2004) | Població del concelho de Viana do Castelo (1801 – 2004) | Població del concelho de Viana do Castelo (1801 – 2004) | Població del concelho de Viana do Castelo (1801 – 2004) | Població del concelho de Viana do Castelo (1801 – 2004) | Població del concelho de Viana do Castelo (1801 – 2004) | Població del concelho de Viana do Castelo (1801 – 2004) |
| ------------------------------------------------------- | ------------------------------------------------------- | ------------------------------------------------------- | ------------------------------------------------------- | ------------------------------------------------------- | ------------------------------------------------------- | ------------------------------------------------------- | ------------------------------------------------------- | ------------------------------------------------------- |
| 1801                                                    | 1849                                                    | 1900                                                    | 1930                                                    | 1960                                                    | 1981                                                    | 1991                                                    | 2001                                                    | 2004                                                    |
| 17889                                                   | 36084                                                   | 47311                                                   | 53380                                                   | 75320                                                   | 81009                                                   | 83095                                                   | 88631                                                   | 90654                                                   |

## Freguesies
- Afife
- Alvarães
- Amonde
- Vila Nova de Anha
- Areosa (Viana do Castelo)
- Barroselas
- Cardielos
- Carreço
- Carvoeiro
- Castelo do Neiva
- Chafé
- Darque (Viana do Castelo)
- Deão
- Deocriste
- Freixieiro de Soutelo
- Lanheses
- Mazarefes
- Meadela (Viana do Castelo)
- Meixedo
- Monserrate (Viana do Castelo)
- Montaria
- Moreira de Geraz do Lima
- Mujães
- Neiva
- Nogueira
- Outeiro
- Perre
- Portela Susã
- Santa Marta de Portuzelo, anteriorment Portuzelo
- Santa Leocádia de Geraz do Lima
- Santa Maria de Geraz do Lima
- Santa Maria Maior (Viana do Castelo)
- Serreleis
- Subportela
- Torre
- Vila de Punhe
- Vila Franca
- Vila Fria
- Vila Mou
- Vilar de Murteda

## Història
La ciutat va rebre la seva primera carta el 1258, atorgada pel rei Alfons III. Va portar el nom de Viana da Foz do Lima fins al 1848, data en la qual un decret de les reines Maria II li va donar el nom actual al mateix temps que li era reconegut el rang de «ciutat».
La ciutat ha conegut un passat gloriós, gràcies a la seva forta tradició marítima, i sobretot per l'existència de drassanes. A partir del segle xvi, els seus mariners van sortir a pescar bacallà als bancs de Terranova i fins i tot van establir contactes amb les ciutats hanseàtiques.

## Economia
La població activa representa a penes el 24% de la població urbana, a causa de la crisi de la indústria regional; d'aquest percentatge, el 73,3% treballa al sector terciari, el 21,3% en la indústria i el 5,4% al sector primari.

## Llocs d'interès

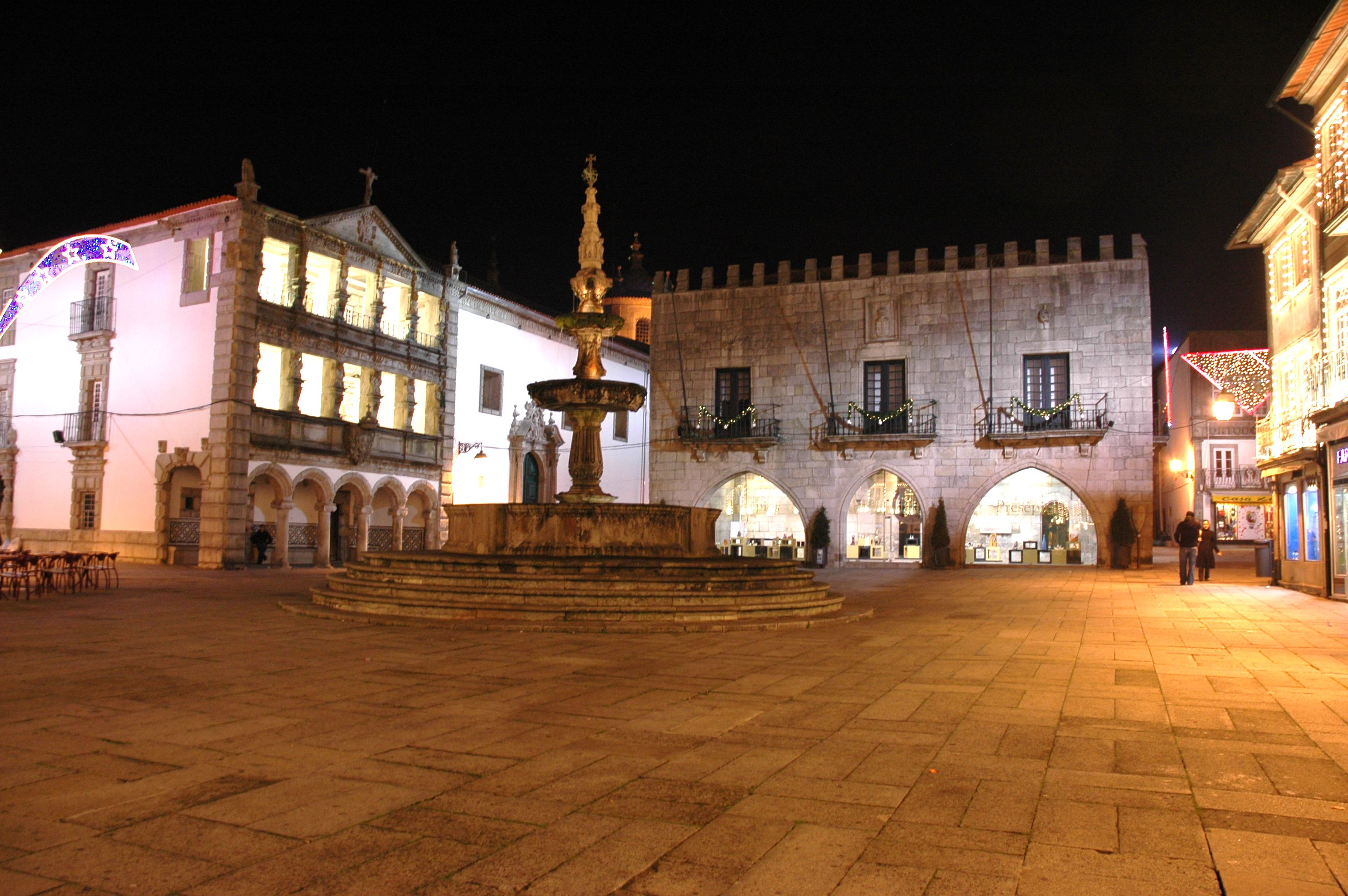
La plaça de la República. Al centre la font del, a la dreta el palau del Concelho i a l'esquerra la casa de la Misericòrdia

- Església major
- Palau del Concelho
- Antic hospital de la Misericòrdia
- Monte de Santa Luzia

## Agermanaments
La ciutat està agermanada amb:
- Hendaia des del 1998.[1]